# L'Union libre
 (mars 2017).
Si vous disposez d'ouvrages ou d'articles de référence ou si vous connaissez des sites web de qualité traitant du thème abordé ici, merci de compléter l'article en donnant les références utiles à sa vérifiabilité et en les liant à la section « Notes et références ».
L'union libre est un poème attribué à André Breton et publié en 1931. Dans ce poème, Breton décrit sa muse et amante Suzanne Muzard avec toutes sortes de métaphores et anaphores. C'est un poème surréaliste, c'est pourquoi des images inattendues sont décrites.
Le poème